# 竹崎順子

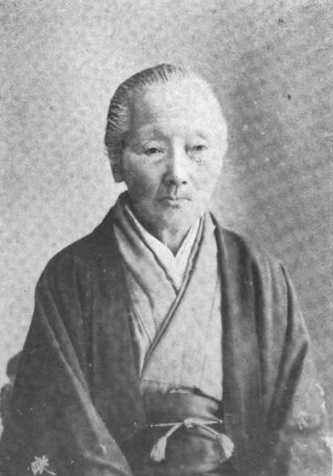
竹崎順子。徳富蘆花の伯母

竹崎 順子（たけざき じゅんこ、1825年12月4日（文政8年10月25日） - 1905年（明治38年）3月7日）は、日本の教育家である。竹崎八十雄の祖母である。

## 略歴

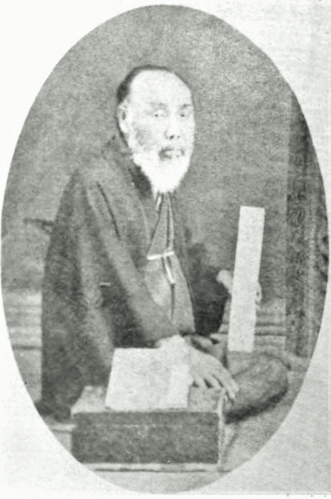
夫の竹崎茶堂（1812－1877）。漢学者。横井小楠の門下

肥後国上益城郡津森村（現熊本県上益城郡益城町）の惣庄屋・矢嶋直明の3女として生まれる。妹に徳富一敬の妻で徳富蘇峰と徳冨蘆花の母親である徳富久子、横井小楠の妻横井つせ子、矢嶋楫子がいる。この姉妹4人は「肥後の猛婦」「四賢婦人」と呼ばれた。
1840年（天保11年）に玉名郡伊倉の竹崎家の養子竹崎茶堂（1812－1877、旧名・木下律次郎）と結婚する。夫は酒造業を起こすが、米相場に関わり失敗し、1843年（天保14年）に阿蘇郡西村布田で開墾生活を始め、その傍らで竹崎塾を開いて手習いを教えた。1860年（万延元年）に夫の兄木下初太郎が開いた干拓地の経営のために玉名郡横島村(現玉名市横島町）に移住する。
1870年（明治3年）に藩政改革で夫が民政局大属になったので熊本に移住する。夫が日新堂という塾を経営し、順子も15、6名の女生徒を教えた。1877年（明治10年）5月に夫が死去した。1887年（明治20年）10月、海老名弾正の来熊を機にキリスト教の洗礼を受ける。1889年（明治22年）に64歳で熊本女学校の初代舎監になった。1890年（明治23年）に校長の海老名が熊本を去り、後任校長に若い蔵原惟郭が就任すると順子の退職が決まったが、順子を慕う生徒の退学が続いたため再採用となった。1892年（明治24年）に熊本英学校事件が起こり、蔵原は学校を去った。順子は1897年（明治30年）に女学校の校長に就任し、亡くなるまで8年間校長として、学校の運営を基盤を築いた。墓所は熊本市竹崎公園。

## 親族
竹崎茶堂との間に二女をもうけたが、長女は早世、次女・節子に養子を迎えた。
夫の兄・木下初太郎（1804-1886）は玉名郡南関の惣庄屋で伊倉同田貫の流れをくみ、鉄砲製作も手掛けた。その娘婿に政治家の木下助之。助之の兄に木下犀潭、甥に木下広次、姪に井上毅の妻・鶴、初太郎の曾孫に木下順二、木下道雄などがいる。